# Tara Jaff
Tara Jaff (en kurde et en arabe : تارا جاف) est une musicienne, harpiste et chanteuse, kurde irakienne née en 1958 et vivant depuis 1976 au Royaume-Uni.

## Biographie
Tara Jaff fut exposée à de nombreuses influences. Au fil des ans, elle a expérimenté différents instruments à cordes, mais c'est sa fascination pour les harpes anciennes de Sumer, d'Assyrie et d'Élam, datant d'aussi loin que 3000 ans av. J.-C. qui l'a menée à la harpe celtique contemporaine. Elle a adopté cet instrument et l'a introduit dans la musique kurde et en particulier les chansons folk. Elle a développé son propre style innovant pour s'adapter aux différents rythmes musicaux et les modes de la région, apportant une expression contemporaine d'une ancienne forme de musique et de chant. Elle vit au Royaume-Uni depuis 1976 et joue principalement en tant qu'artiste solo en concerts, festivals, galeries d'art, conférences de même qu'elle apparait régulièrement dans le monde entier à la radio et à la télévision. Ses collaborations ponctuelles ont été avec un large éventail d'artistes tels que des cinéastes, conteurs, poètes, peintres, ainsi que d'autres musiciens. Elle est également impliquée dans le travail de sensibilisation, où elle prend sa harpe dans les hôpitaux pour jouer de la musique apaisante pour les patients et le personnel.
Avec Fran Hazelton et Juin Peters, elle a fondé Zipang, un groupe qui se concentre sur la narration des histoires de l'ancienne Mésopotamie. Au cours des dernières années, elle a été membre du comité du London Kurdish Film Festival.

## Discographie
- 2006 : Diley Dêwanem, Kom Müzik

### Sources
- (en) Cet article est partiellement ou en totalité issu de l’article de Wikipédia en anglais intitulé « Tara Jaff » (voir la liste des auteurs).